# 王成德
王成德（1544年—1614年），字行之，號象薇，山東東昌府临清州人。明朝政治人物、進士出身。
 

## 生平
十八岁为诸生，万历四年（1576年）中丙子科舉人，十七年（1589年）己丑成进士，吏部观政，授真定县知县，分校顺天乡试，二十年授任户部主事，二十二年监督浙江漕运，升郎中，督儲宣府，三十二年回部，以議止皇税事廷争不合，遂稱病回籍。三十一年四月起升陕西參政，未任，三十三年十二月復除山西右參政，以母老乞歸，人稱其孝。後以守边功晋按察使，萬曆四十二年二月卒，享年七十一。

## 家族
原籍山西临汾，先世經商于臨清，于是定居。祖父王富。父王體仁（？-1579年），號养薇，官顺德府照磨，摄平乡县事，以子成德封奉政大夫户部郎中。母阎氏，贈宜人；继母曹氏（？-1586年）、生母侯氏，俱封宜人。兄成學、弟成憲、成勲。